# Mega Man ZX
Mega Man ZX (ロックマンゼクス, Rokkuman Zekusu, Rockman ZX) é um videojogo da série de Mega Man da Capcom para Nintendo DS, e primeiro jogo da sub-franquia Mega Man ZX. o jogo se passa 200 anos após o fim da série Mega Man Zero.

## História
Nessa série, existem duas áreas: Inner (cidades) e Outer (coisas fora das cidades).
Enquanto Vent/Aile junto com Girouette (Giro, em inglês) transportam um Live/Bio-Metal (objeto que contém informações do passado), Vent/Aile cai em um buraco e vê algumas pessoas sendo atacadas por uma cobra mecânica. O Live/Bio-Metal X, vendo a coragem do garoto ativa o Model X, onde Vent/Aile fica com a armadura de X. A Inner é atacada por Mavericks, e Girouette/Giro usa seu Live/Bio-Metal que contém o Model Z. Mas ele é derrotado e entrega o Live/Bio-Metal para Vent/Aile e Vent/Aile usa o Modelo ZX que é a fusão dos modelos Z e X. E conforme você vai derrotando os chefes, Pseudoroids (Reploids mutantes que contém os poderes dos Live Metals que foram roubados) você ganha outros Live/Bio-Metals (cada um com os poderes de um dos 4 guardiões que apareciam na série Zero).  Mas perde o Modelo X por causa de ser a base obrigatória da fusão de cada Modelo no jogo (Z"X", P"X", L"X", H"X", F"X" e O"X"), mas para poder manter o Modelo X após conseguir o Modelo ZX, é só terminar o jogo na dificuldade normal ou difícil com Vent e Aile e gravar, e assim tendo dois saves com o jogo terminado na mesma dificuldade mas com personagens diferentes (Vent em um e Aile em outro), ao começar o jogo novamente nessas condições após adquirir o Modelo ZX, ainda terá o Modelo X ao invés de perder.

## Personagens Principais

### Vent & Aile
Personagens principais de Megaman ZX. No início do jogo é mostrado que ambos perderam suas mães em um ataque de Mavericks. A dupla trabalha com Giro na Giro Express, especializada em entregas de produtos, sejam eles legais ou ilegais. Depois do incidente com o mavericks, eles são lançados numéricos precipício e são atacados por uma víbora metálica. Mas graças o poder do Biometal X, eles conseguem dar conta do inimigo.
Mesmo que Vent e Aile tenham uma aparência similar a de irmãos gêmeos, nada prova que eles sejam realmente familiares. O enredo explica somente onde a mãe de Aile/Vent doido morta (na Área H, o parque de diversões). Além disso, ambos tem personalidades totalmente opostas, sendo Aile uma garota enérgica e Vent um garoto durão, apesar disso, muitos jogadores consideram que ambos personagens são a mesma pessoa e a escolha do jogador seria simplesmente optar qual o sexo do personagem.

### Giro
Chefe de Vent e Aile, e dono da Giro Express. Escolhido pelo Model Z, acaba sendo um dos chefes e luta involuntariamente contra Vent e Aile. No final do game ele volta na forma de Cyber-Elf para ajudar moralmente seus aprendizes a se convencer de que eles não são culpados por sua morte.

### Serpent
Presidente da Shliter Inc. e comandante dos Maverics, sempre conta com os seus ajudantes Prometheus e Pandora, descobriu o Model W e ameaça destruir o mundo quando seu Model finalmente acordar, foi ele que controlou Giro para atacar Vent/Aile e destruído quando se apossou totalmente ao Model W por Vent/Aile.

### Prarie
Comandante dos guardiões, ama bichos de pelúcia, recebeu o seu primeiro de sua irmã (provavelmente Ciel), a primeira comandante dos guardiões. Amiga de Vent/Aile

### Prometheus (Contém parte despoiler)
(Tirado do Datadisk de Mega Man ZX)O homem misterioso que sempre acompanha Pandora. Ele dominou ataques normais como também ataques de chama. A foice gigantesca que ele brande é maior que o corpo dele.(Tirado do Datadisk de Mega Man ZX Advent). Um Mega Man com a habilidade especializada para trocar entre ataques elementares. Normalmente visto com Pandora, ele é temido por Caçadores que o chamam " o Ceifador Sinistro ".
No penúltimo estágio do jogo, os jogadores descobrem que ele e Pandora só usaram Serpent para terem o Model W e se tornarem os Mega Man mais fortes.

### Pandora (Contém parte despoiler)
(Tirado do Datadisk de Mega Man ZX)A mulher misteriosa que sempre acompanha Prometheus. Ela dominou o poder de trovão e gelo. Ela prefere atacar de longe.(Tirado do Datadisk de Megaman ZX Advent) Uma Mega Man com a habilidade especializada para controlar eletricidade e elementos de gelo. Normalmente vista com Prometheus, ela é temida por Caçadores que a chamam " a Bruxa "
No penúltimo estágio do jogo, os jogadores descobrem que ela e Prometheus só usaram Serpent para terem o Model W e se tornarem os Mega Man mais fortes.

### Ciel e a Ligação com os Seis Biometais
Depois da derrota de Doutor Weil, Neo Arcadia virou um local pacato, porém, começou a haver ataques malucos vindos de Perto dos destroços de Ragnarok. Ciel, após a queda de Ragnarok, examinou o estranho Biometal que emitia uma aura negra, e descobriu que aquele pedaço de Biometal podia ativar os Mavericks ou revoltalos, e também, tinha o poder de absorver a alma dos humanos e Reploids, e o pior, a alma de Dr.Weil estava contida naqueles pedaços. Ciel criou seis Biometais ( Modelo O não foi criado por Ciel ), Modelos X,Z,H,P,L e F, baseados em X, Zero e os quatro guardiões ( Fefnir, Leviathan, Harpuia e Phantom ) para controlar e vencer a maldição do Modelo W.
Biomatches são indivíduos destinados a um determinado Biometal. A maioria dos Biomatches tendem a ter personalidades semelhantes aos Biometais que a eles estão destinados a usar além de se assemelharem fisicamente aos indivíduos que originaram os Biometais, excetuando os Modelo O e Modelo W, a quem mostraram nenhuma consciência visível. Apenas os Biomatches podem ouvir as vozes dos Biometais, especialmente quando o Biometal quer. Apenas alguns dos Biometais têm mostrado ser compatível com mais de um indivíduo, como é o caso com os modelos Z, X, A e W (os dois últimos criados por Albert), e ainda Vent e Aile são capazes de utilizar outros Biometals através Modelo X, enquanto Grey e Ashe podem copiar suas formas de Mega Man, usando a habilidade do Modelo A, A-Trans. 
A fusão entre o Escolhido e Biometal parece ocorrer a nível genético, como do Modelo A é capaz de copiar a forma exata de um Mega Man transformando se em clones perfeitos. O Escolhido mantém o controle total de seus / suas ações, mas o Biometal ainda pode falar de forma independente e pode cancelar a transformação à vontade.